# Râul Brădișor, Coisca
Râul Brădișor este un afluent al râului Coisca. 